# USA 193

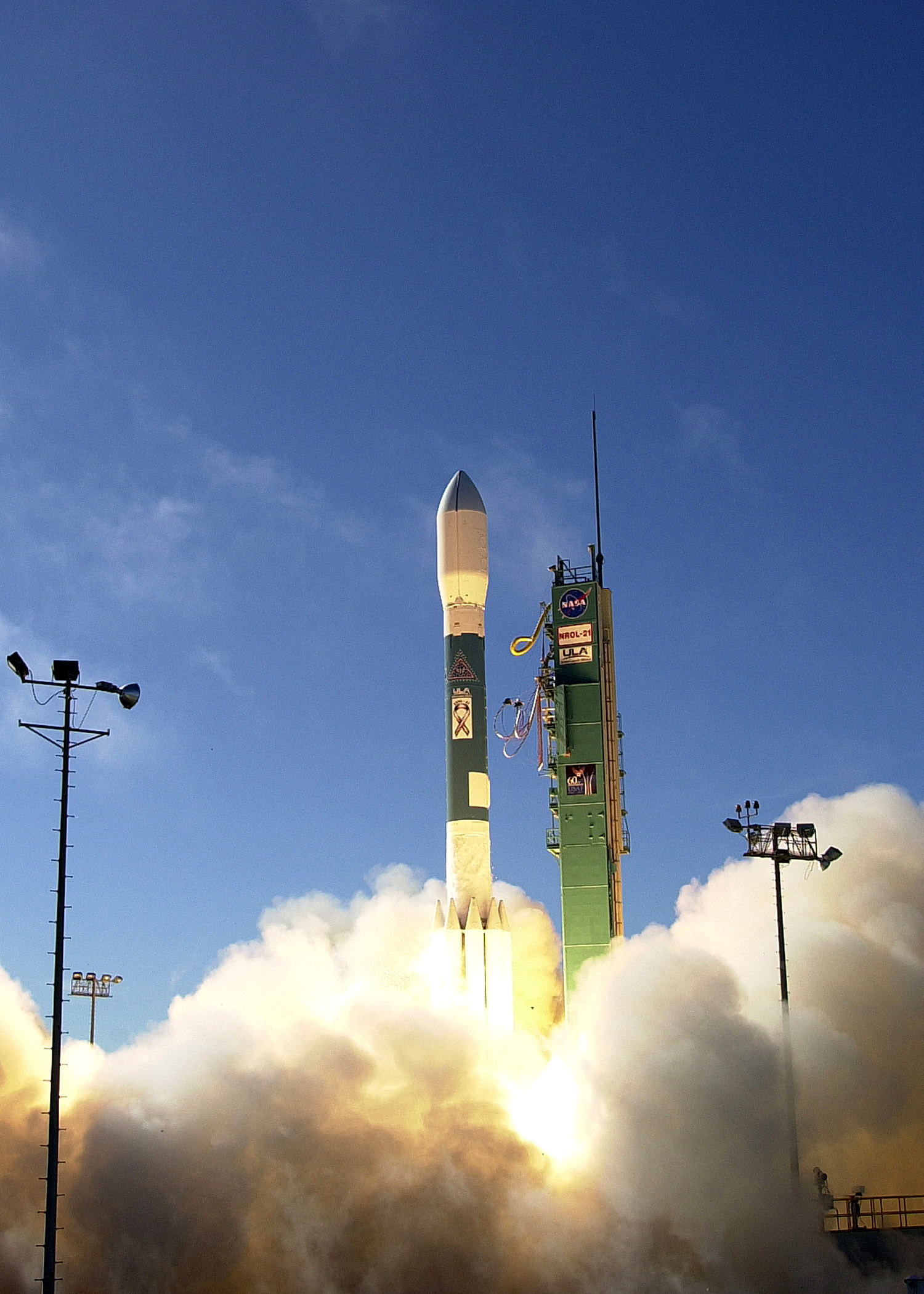
Lancio di USA 193 a mezzo di un vettore Delta II

L'USA 193, denominato anche NRO launch 21 (NROL-21 o L-21) è un satellite spia statunitense, lanciato il 14 dicembre 2006. Di proprietà del National Reconnaissance Office, le funzioni e gli scopi a cui è dedicato il satellite erano informazioni riservate. Il lancio di USA 193 è stato il primo lancio effettuato sotto contratto con l'United Launch Alliance, joint venture tra Lockheed Martin e Boeing.
Un malfunzionamento del satellite avvenuto poco dopo la messa in orbita ha portato alla sua distruzione, più di un anno dopo, a mezzo di un missile SM-3, che ha colpito il satellite il 20 febbraio 2008. Il missile è stato lanciato dalla nave da guerra USS Lake Erie dall'ovest delle Hawaii.
L'evento è stato all'origine di alcune controversie, e alcuni l'hanno considerato parte di una più estesa corsa spaziale coinvolgente Stati Uniti, Cina e Russia.

## Dati di lancio

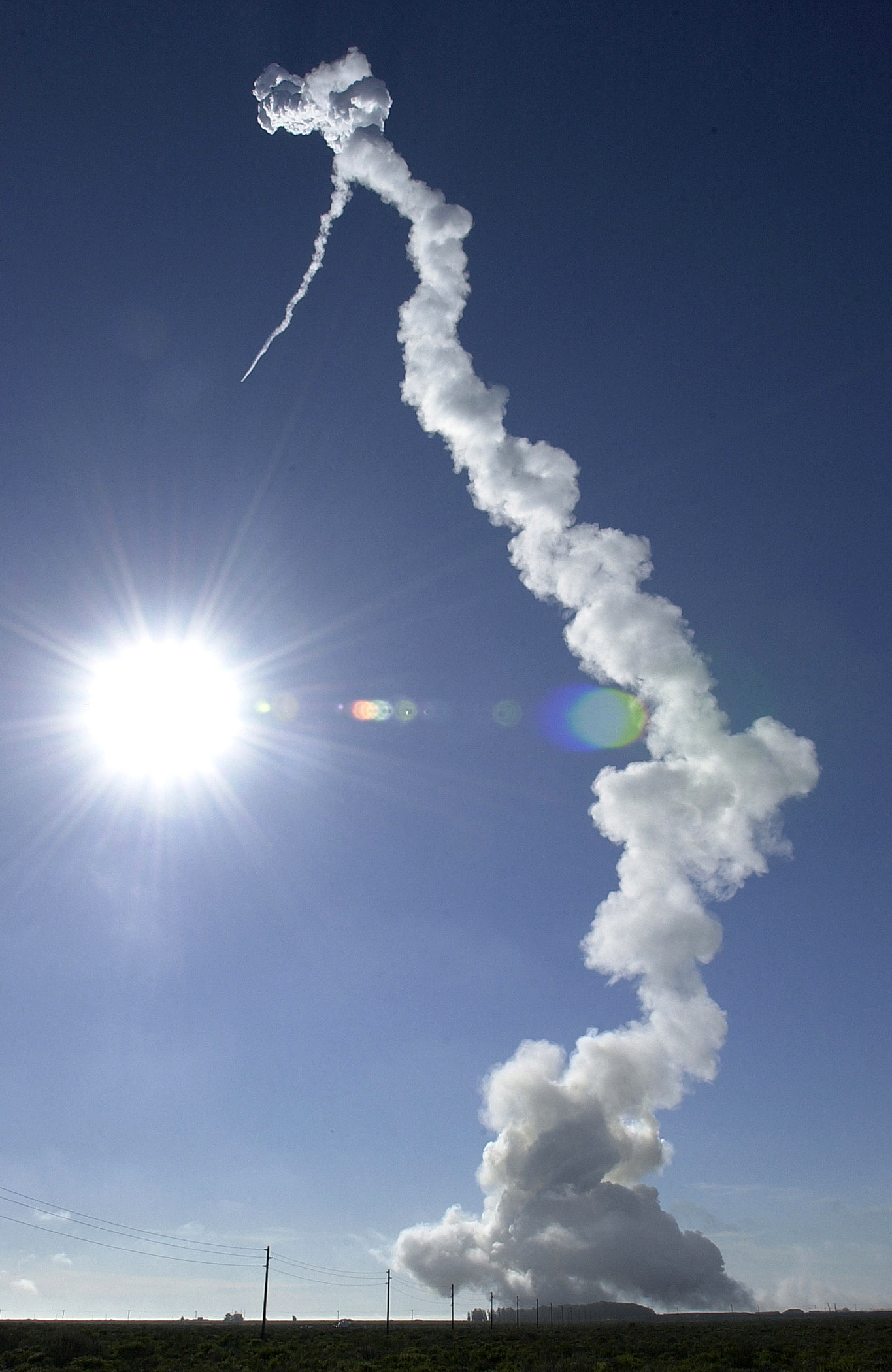
Decollo del razzo Delta II dalla base di Vandenberg, dicembre 2006

- Data di lancio: 14 dicembre 2006, 21:00:00 UTC.[1]
- Vettore:  razzo Delta II-7920  prodotto dalla United Launch Alliance.[6]
- Sito di lancio: Vandenberg Air Force Base, California, USA.[1]
- Piattaforma di lancio: Space Launch Complex 2.[7]
- Parametri orbitali: ufficialmente non disponibili.[8] Osservazioni amatoriali hanno riportato le seguenti coordinate:
  - 349 km x 365 km x 58,48° dopo il lancio[9]
  - 255 km x 268 km x 58.48° l'11 febbraio 2008.[10]
  - 244 km × 261 km × 58.50° il 19 febbraio 2008.[11]
  - L'orbita era in decadimento con rapidità crescente.

## Malfunzionamento e decadimento dell'orbita
Nonostante il successo del lancio e dell'immissione in orbita, il satellite perse il contatto con la terra poche ore dopo.
Verso la fine del gennaio 2008, alcune rivelazioni di anonimi funzionari statunitensi hanno rivelato che un satellite spia statunitense, poi confermato essere USA 193, era in fase di decadimento orbitale e che si attendeva lo schianto dell'oggetto sulla Terra nel giro di alcune settimane.. Ciò non ha sorpreso gli osservatori amatoriali di satelliti, che avevano previsto il decadimento vario tempo prima.

## Materiali pericolosi a bordo
I media avevano affermato che il satellite poteva contenere materiali pericolosi, probabilmente idrazina e forse berillio, fatto confermato dai rapporti della Federal Emergency Management Agency (FEMA).
Vi sono state speculazioni riguardo ad una presunta alimentazione nucleare del satellite, come ad esempio un generatore termoelettrico a radioisotopo. Il consulente della difesa John E. Pike aveva respinto l'ipotesi, considerandola improbabile e anche Gordon Johndroe del National Security Council aveva smentito la teoria. Successivamente, anche i rapporti della FEMA hanno smentito.
Il 29 gennaio 2008 una notizia data dall'Associated Press citava un generale dell'aeronautica militare statunitense che avrebbe affermato che erano in corso di elaborazione piani di contingenza, giacché parti intatte del satellite «potrebbero rientrare nell'area nordamericana».

## Distruzione

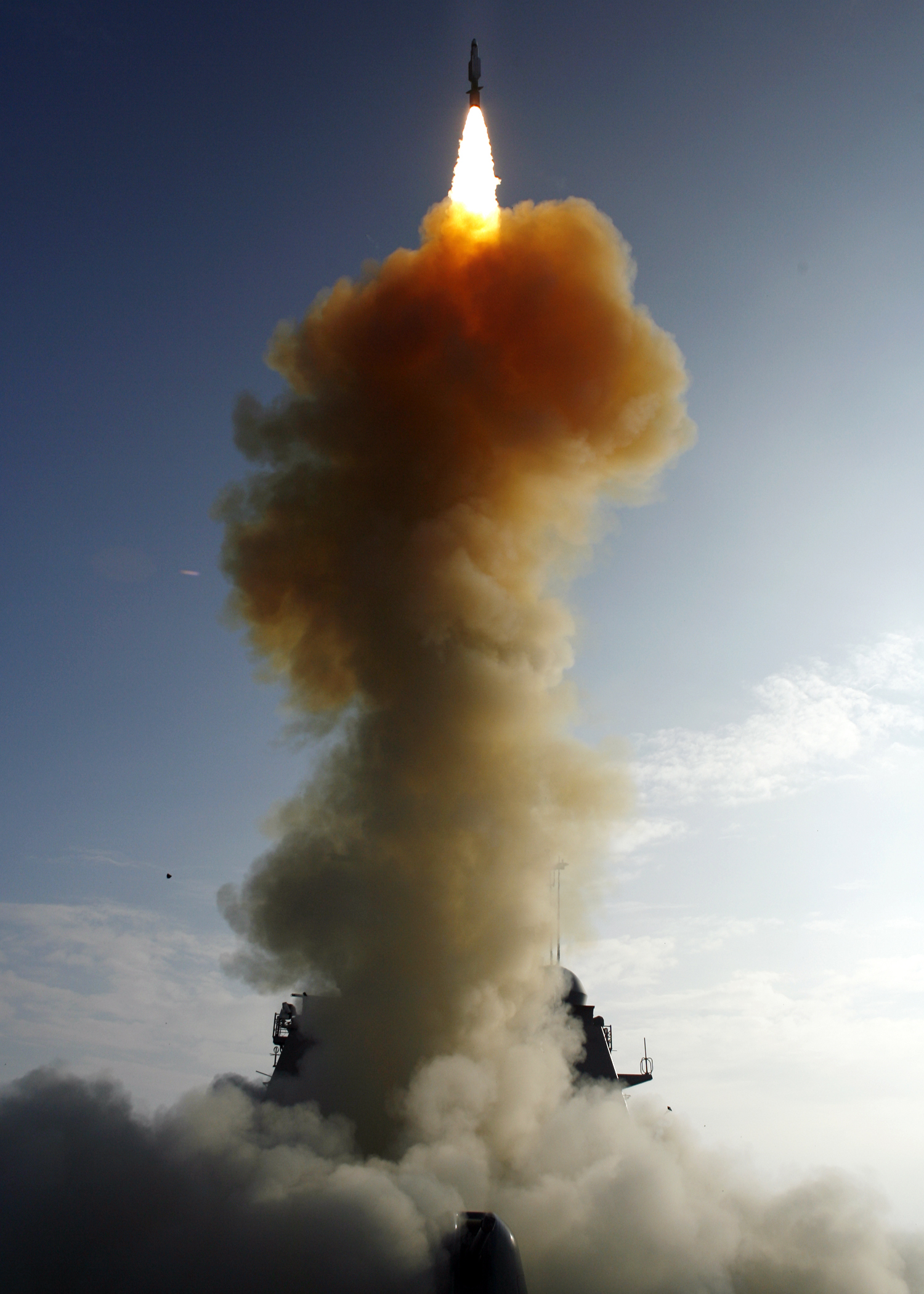
Lancio del missile SM-3 che ha colpito USA 193

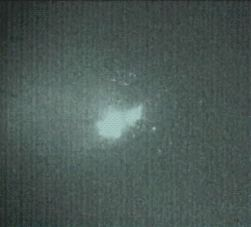
Esplosione di USA 193 in seguito all'impatto del missile

La pianificazione dell'abbattimento di USA 193 ha avuto ufficialmente inizio il 4 gennaio 2008, con l'approvazione del presidente Bush avvenuta il 12 febbraio. L'obiettivo della task force, con l'operazione denominata Burnt Frost, era di «rompere il serbatoio di carburante per dissipare le circa 1000 libbre (453 kg) di idrazina, un pericoloso carburante che potrebbe costituire un pericolo per la popolazione sulla terra, prima che entri nell'atmosfera terrestre.»
Il 14 febbraio 2008 funzionari statunitensi hanno annunciato i piani di distruzione del satellite USA 193 prima del suo rientro atmosferico, affermando che l'intento era di «evitare o ridurre danni alla vita umana» e che «1000 libbre di idrazina tossica congelata» si trovavano a bordo del satellite, che se fosse caduto sulla terra «avrebbe potuto diffondere una nube tossica grande quanto circa due campi da calcio».
Il generale James Cartwright ha confermato che la marina militare statunitense stava preparando il lancio di un missile RIM-161 SM-3 per distruggere il satellite ad un'altitudine di 130 miglia nautiche poco prima del previsto rientro in atmosfera. La nave designata per il lancio è stata la USS Lake Erie, incrociatore della Classe Ticonderoga.
Il 18 febbraio è stato distribuito un NOTAM, annunciando l'interdizione dello spazio aereo ad ovest di Maui il 21 febbraio tra le 2:30 e le 5:00 UTC. USA 193 passerà, nella sua orbita, sopra lo spazio aereo interdetto alle 3:30 UTC circa. Si riteneva quindi che il primo tentativo di abbattimento potesse avvenire a quell'ora. Il 19 febbraio è stato distribuito un altro NOTAM indicando un periodo di interdizione negli stessi orari per il 22 febbraio, che si riteneva essere riservato per un lancio di riserva, nel caso il primo non avesse successo o venisse annullato.
Un NOTAM per un terzo tentativo con gli stessi orari per il 23 febbraio è stato diffuso il 20 febbraio.
Il missile SM-3 è stato lanciato il 21 febbraio alle 3:26 UTC dalla USS Lake Erie, e ha colpito il satellite (del peso di 2275 kg) ad un'altitudine di 247 km sopra l'Oceano Pacifico, mentre viaggiava ad una velocità di circa 28 000 km/h, secondo le affermazioni del Pentagono. Non è stato subito chiaro se il missile aveva colpito il bersaglio determinato, il serbatoio del satellite. Il Dipartimento della Difesa degli Stati Uniti aveva affermato che ci sarebbero volute 24 ore per sapere se il serbatoio è stato colpito., mentre dopo il lancio ha affermato che c'era un «alto grado di fiducia» nel fatto che il serbatoio fosse stato distrutto ma non vi è ancora stata conferma. I resti del satellite sono bruciati nel corso di quaranta giorni, con il rientro della maggior parte della sua massa distrutta tra le 24 e le 48 ore dalla distruzione del missile.I residui inceneriti del satellite sono precipitati nell'Oceano Pacifico non costituendo nessun rischio di impatti con città e centri abitati.

## Controversie
Il costo stimato dell'operazione si aggira tra i 40 e i 60 milioni di dollari. Funzionari statunitensi hanno negato che essa abbia lo scopo di evitare che tecnologie sensibili cadano in mani straniere, negando anche che sia una risposta al test missilistico anti-satellite cinese del 2007.
Anche se gli Stati Uniti avevano fortemente criticato il precedente test di un'arma antisatellite da parte della Cina, che creò una grande quantità di detriti spaziali, funzionari statunitensi hanno affermato che non vi è nessuna analogia con tale test, poiché USA 193 si trova ad un'orbita molto più bassa e i detriti della sua distruzione ne uscirebbero presto, probabilmente in poche settimane.
Nonostante ciò, il ministro della difesa della Russia ha accusato gli Stati Uniti di utilizzare il problema dell'idrazina come copertura per un test di un'arma antisatellite, rilevando che misure così straordinarie non si sono mai rese necessarie con i numerosi oggetti spaziali caduti precedentemente sulla terra. Il New York times aveva precedentemente citato le affermazioni di Gordon Johndroe, portavoce del National Security Council sul fatto che 328 satelliti, tra controllati e non, erano usciti dall'orbita nei precedenti cinque anni. I funzionari statunitensi hanno continuato a sostenere che la notevole quantità di idrazina a bordo abbia reso unico il caso di USA 193.
Nel 1978 il potenziale pericolo di materiali pericolosi precipitanti sulla terra fu dimostrato quando Cosmos 954, un satellite sovietico alimentato a energia nucleare uscì dall'orbita e causò danni ambientali in Canada.

## Codici di classificazione
- Satellite Catalog Number: 29651[36]
- International Designator: 2006-057A[36]

## Galleria d'immagini

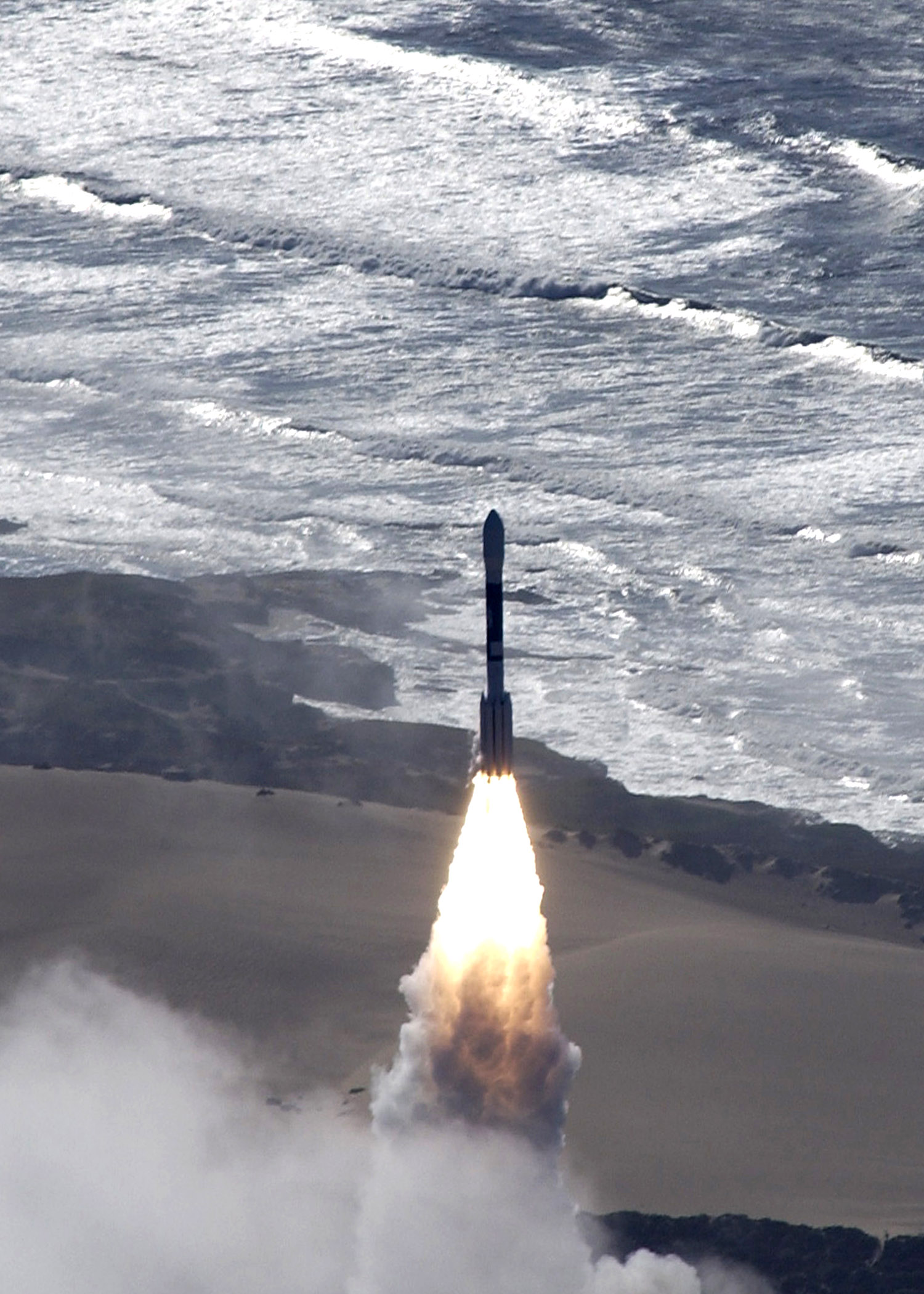
Lancio del vettore Delta II trasportante USA 193, Vandenberg Air Force Base, California, USA, dicembre 2006
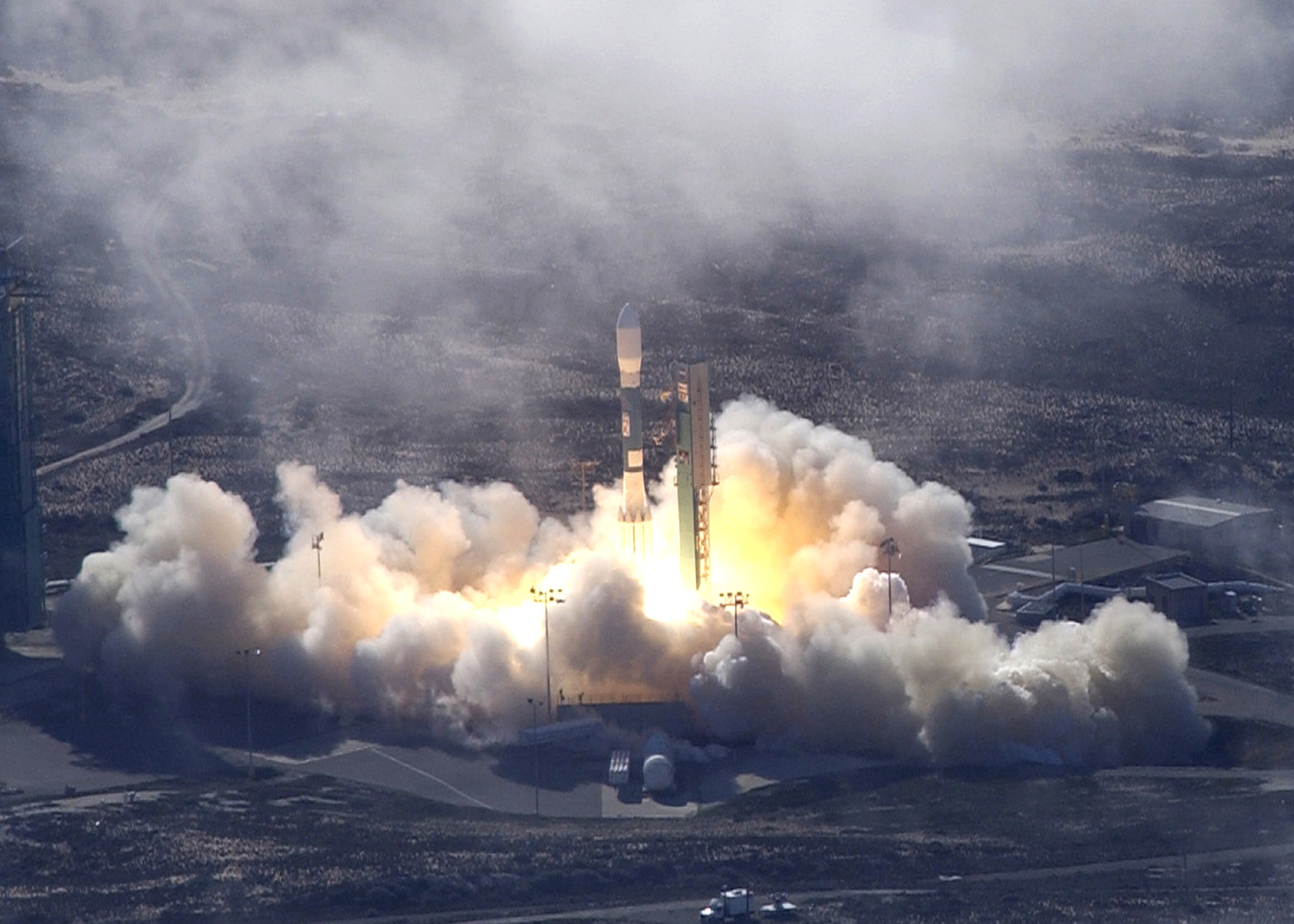
Lancio di USA 193, Vandenberg, dicembre 2006
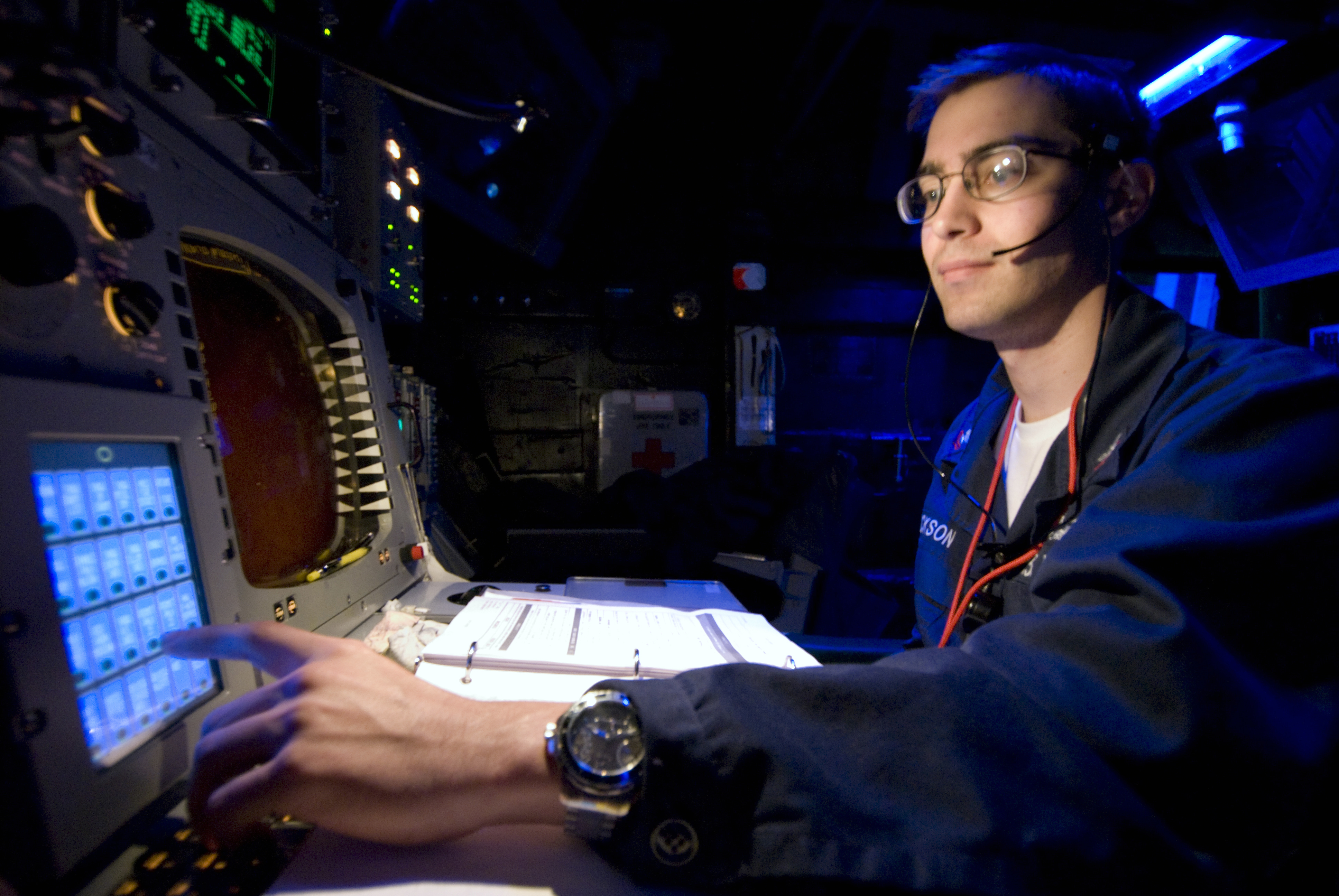
Il fire controlman di seconda classe Andrew Jackson avvia il lancio del missile SM-3 che ha distrutto USA 193, febbraio 2008.
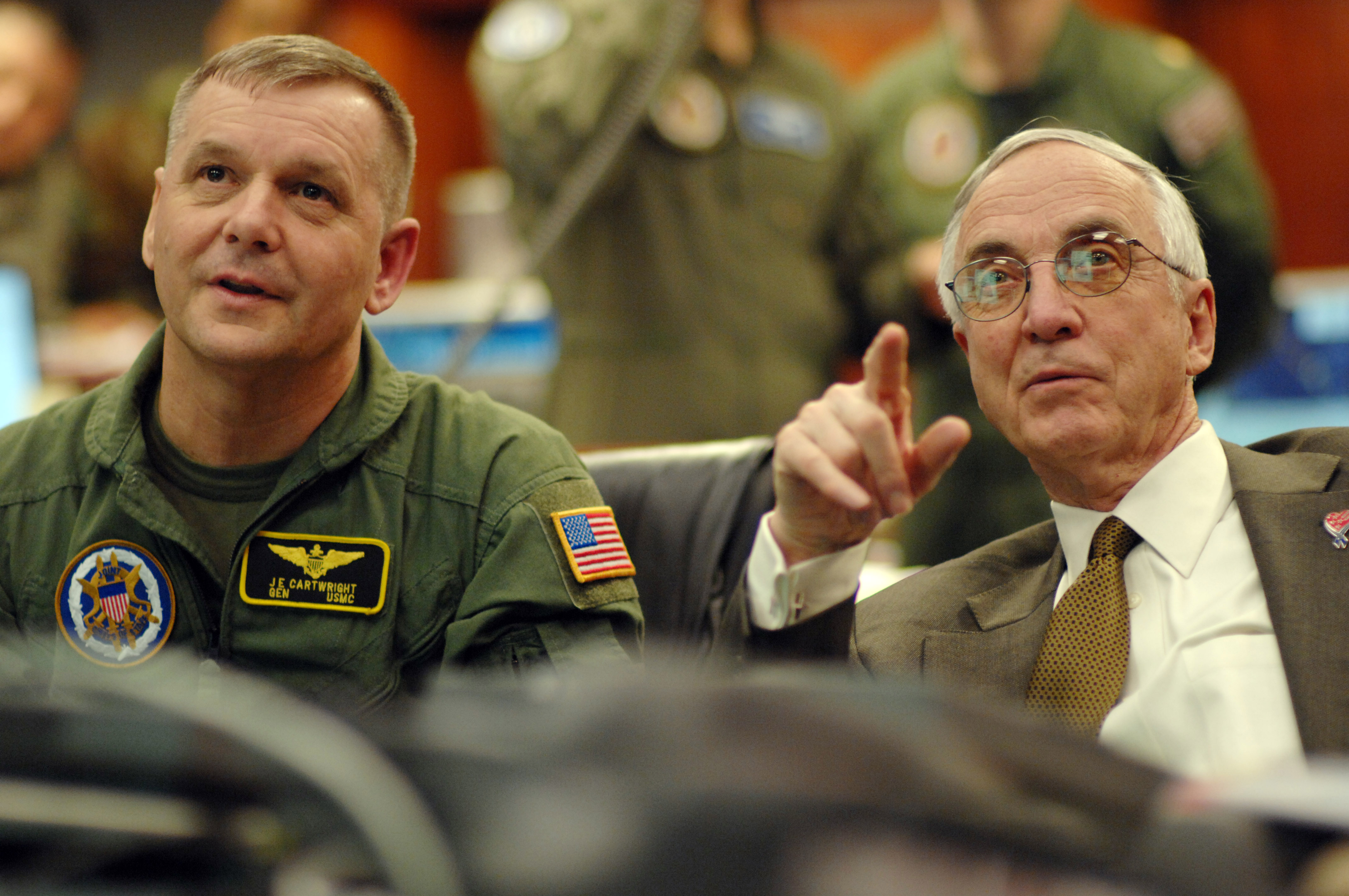
Il generale James Cartwright (a sinistra) e il segretario alla difesa Gordon England mentre seguono il lancio del missile.